# Araz Peşəkar Futbol Klubu
Araz-Naxçıvan Peşəkar Futbol Klubu, conosciuto semplicemente come Araz, è una squadra di calcio azera di Naxçıvan, che milita nella Premyer Liqası, la massima divisione nazionale.

## Storia
Nella stagione 2024-2025 raggiunge per la prima volta nella sua storia la semifinale di Coppa dell'Azerbaigian, sconfiggendo per 1-0 nella partita di andata i pluricampioni nazionali del Qarabağ per poi perdere però per 3-0 la partita di ritorno; nella medesima stagione conquistano anche un terzo posto in classifica in campionato (miglior risultato di sempre nella storia del club), conquistando così la qualificazione ai turni preliminari della UEFA Conference League 2025-2026, prima partecipazione di sempre del club ad una delle competizioni UEFA per club.

## Palmarès

### Competizioni nazionali
- Birinci Divizionu: 2

2013-2014, 2022-2023